# 텍사스 로드하우스
텍사스 로드하우스(영어: Texas Roadhouse)는 만든 미국의 서부를 테마로 한 레스토랑 체인이다. 1993년 인디애나주에서 개업했으며, 켄터키주 루이빌에 본사가 있다. 음식점은 미국 외에도 사우디아라비아, 쿠웨이트, 바레인, 아랍에미리트, 카타르, 필리핀, 멕시코, 타이완, 대한민국에 지점이 있다. 대한민국에는 1호점이 남양주시의 현대프리미엄아울렛에 2020년 11월 6일 개점하였으며, 또한 평택시의 캠프 험프리스 내에도 2019년에 오픈한 바 있다.